# Campainha

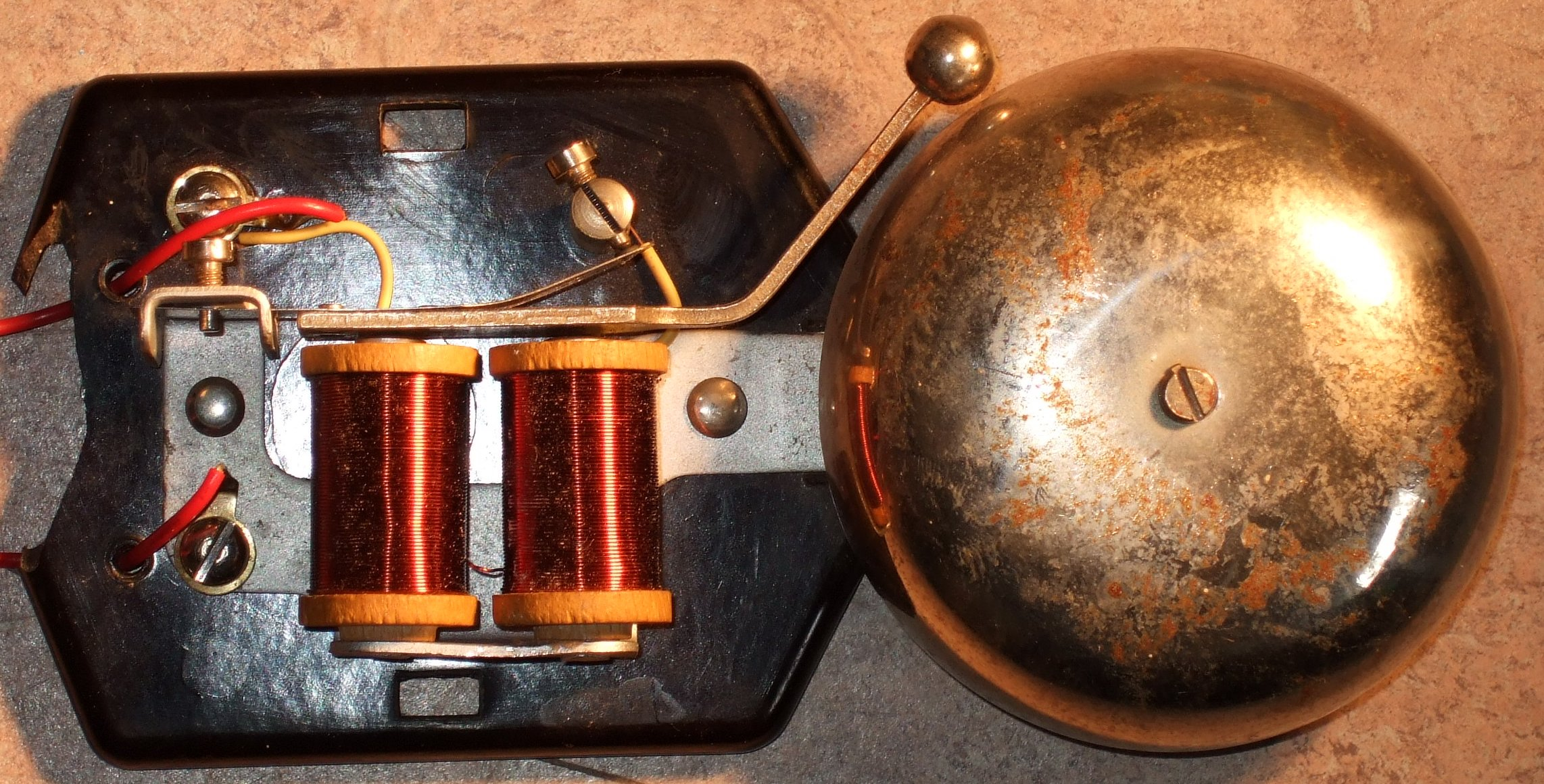
Uma campainha elétrica

Uma campainha elétrica é normalmente um dispositivo eletromecânico que funciona utilizando um eletroímã que movimenta um martelo ou aríete em alta velocidade, emitindo som.
O desenvolvimento da tecnologia das campainhas se deu muito antes da eletrificação no final do século XIX. Em 1823, William Sturgeon inventou o primeiro eletroímã, elemento principal nas campainhas elétricas. Em 1836, Charles Grafton Page e Nicholas Callan independentemente inventaram uma aperfeiçoada bobina de indução, esta sendo o primeiro tipo de bobina utilizado em campainhas. Em 1837, o alemão Johann Philipp Wagner desenvolveu uma aplicação onde uma peça móvel (martelo) interrompe o próprio circuito com seu movimento retornando à posição original, assim movendo-se indefinidamente. Tal sistema conhece-se também pelo nome de martelo de Wagner.

## Funcionamento

Animação demonstrando funcionamento de campainha.

Constituído por dois interruptores (K e T), um eletroímã (E), uma armadura com martelo (A), uma campânula (B) e um gerador de corrente contínua ou alterna (U). O funcionamento de uma campainha elétrica baseia-se numa peça fundamental: o eletroímã. Assim, ao ligar-se o interruptor (K), a corrente que passa no circuito faz com que o eletroímã adquira propriedades magnéticas atraindo a armadura e arraste com ela um martelo de mola, que bate numa caixa metálica em forma de sino ou semiesfera, fazendo-a ressoar. No momento do choque, a armadura (A) interrompe o próprio circuito (T), interrompendo a corrente do eletroímã, que perde as propriedades magnéticas e a armadura volta à sua posição inicial, estabelecendo-se novamente o circuito. Este processo repete-se rapidamente e ouve-se a campainha tocar até que seja desligado o interruptor (K). Em alguns casos, quando se usa corrente alternada, existem duas caixas metálicas ressoadoras e o martelo bate alternadamente em cada uma delas.